# Josep Maria Angelat
Bartomeu Angelat i Escuder, conegut amb el nom artístic de Josep Maria Angelat (Barcelona, 1 d'abril de 1921 - Formentera, 26 d'agost de 1992) va ser un actor català de teatre, cinema i doblatge.

## Trajectòria professional

### Teatre
- 1964. La atareada del paraíso de Josep Maria Pemán. Direcció de Francesc d'Assís Toboso. Estrenada al teatre Romea de Barcelona.
- 1965. Clementina no rellisquis de Joan Cumellas. Estrenada al teatre Romea de Barcelona.
- 1973, agost. La zapatilla d'Alan Ayckbourn. Estrenada al Teatre Moratín de Barcelona.
- 1973, juny. Yogur para dos de Stanley Price. Versió d'Enric Ortenbach i direcció de Josep Maria Loperena. Estrenada al Teatre Moratín de Barcelona.
- 1974. El cap i la fi de Carles Valls. Estrenada al Teatre Romea de Barcelona.

### Cinema
- 1954. Relato policíaco. Director: Antonio Isasi-Isasmendi.
- 1954. Once pares de botas. Director: Francesc Rovira-Beleta.
- 1956. La pecadora. Director: Ignacio F. Iquino.
- 1962. La Bella Lola. Director: Alfonso Balcázar.
- 1962. Las estrellas. Director: Miquel Lluch.
- 1978. Anem-nos-en, Bàrbara. Directora: Cecilia Bartolomé.
- 1983. Victòria. Director: Antoni Ribas.

### Doblatge
Va començar en el doblatge a la dècada del 1950. Va ser la veu habitual de Spencer Tracy, Louis de Funès o Groucho Marx. També va ser la veu habitual del Gran Barrufet de la sèrie animada, amb un filtre que li equalitzava la veu. Va participar en el doblatge de sèries com Els Roper (en el personatge de George Roper interpretat per Brian Murphy) i de pel·lícules com Quo Vadis, Els Deu Manaments, Ningú no és perfecte (posant la veu de Joe E. Brown), Cowboy de mitjanit i El Padrí II (doblant Lee Strasberg).

## Vida personal
Va ser el pare dels també actors Marta Angelat i Xavier Angelat.